# 546년

## 연호
- 남량(南梁) 대동(大同) 12년 / 중대동(中大同) 원년
- 동위(東魏) 무정(武定) 4년
- 서위(西魏) 대통(大統) 12년
- 신라(新羅) 건원(建元) 11년
- 베트남 전 리 왕조(前李朝) 천덕(天德) 3년

## 기년
- 남량(南梁) 무제(武帝) 45년
- 동위(東魏) 효정제(孝靜帝) 13년
- 서위(西魏) 경문제(景文帝) 12년
- 신라(新羅) 진흥왕(眞興王) 7년
- 고구려(高句麗) 양원왕(陽原王) 2년
- 백제(百濟) 성왕(聖王) 24년